# Немецкая оккупация
«Немецкая оккупация» — цикл работ советского художника Меера Аксельрода, созданный в годы Великой Отечественной войны. Цикл посвящён памяти миллионов расстрелянных, сожжённых, замученных — в Бабьем Яру и других урочищах, в лагерях смерти, в ходе «акций» в бесчисленных гетто.

## История создания
Во время Второй мировой войны, находясь в эвакуации в Алма-Ате (там художник работал с Эйзенштейном над фильмом «Иван Грозный»), Аксельрод встретился с еврейскими беженцами из Польши и оккупированных районов Советского Союза. От них он узнал первые подробности Холокоста. Потрясённый, художник начал переносить на бумагу и холсты сцены бедствий, которые видел в своём воображении: массовые казни, бессудные расправы, гетто, концлагеря. В результате появился уникальный цикл «Немецкая оккупация», поражающий зрителя пронзительной, почти документальной силой воздействия. Это единственный большой — более 100 работ — цикл о зверствах немцев и о жизни и смерти под нацистской оккупацией, созданный крупным художником непосредственно во время войны. Этот цикл имел важное национально-историческое значение, перекликался со знаменитыми публицистическими статьями Ильи Эренбурга, которые годы Великой Отечественной войны и Холокоста читала едва ли не вся страна.
Завершением большого цикла работ «Немецкая оккупация» стал единственный прижизненный портрет героя Собибора — Александра Печерского, с которым художник познакомился в Ростове-на-Дону, на открытии первой персональной выставки Аксельрода. Портрет написан в 1968 году.

## Отображение в культуре
По разным причинам цикл «Немецкая оккупация» никогда не выставлялся целиком. Поначалу казалось, что его выставочная судьба складывается успешно: шесть работ из цикла были представлены на групповой выставке уже в 1942 году. Однако в дальнейшем сталинская политика государства, не выделяющего никого по национальному признаку (несмотря на то, что на оккупированных территориях нацисты уничтожили еврейское население), и другие общественные и личные обстоятельства помешали произведениям цикла завоевать должную популярность.

## Память
Работы из цикла приходят к зрителю в полном объёме благодаря сотрудникам Фонда Александра Печерского, которые подготовили серию выставок с одноимённым названием «Немецкая оккупация», имевших большой успех в России и за границей.

### Выставки
- Музей Марка Шагала. «Немецкая оккупация в графике Меера Аксельрода», Витебск, Республика Беларусь, 2018. Выставка стартовала в канун Международного дня памяти жертв Холокоста и посвящён этой скорбной дате в календаре. Куратор выставки — Илья Васильев[1][5]
- Государственный центральный музей современной истории России. «Немецкая оккупация. Взгляд переживших», Москва, 2018. Выставка посвящена 75-й годовщине легендарного восстания в нацистском лагере смерти Собибор. Кураторы выставки: Любовь Агафонова, Пётр Баранов и Илья Васильев[6][7]
- Национальный исторический музей Республики Беларусь. «По ту сторону жизни: немецкая оккупация в графике Меера Аксельрода», Минск, 2018. Выставка посвящена 75-й годовщине уничтожения Минского гетто[8][9]
- Нижегородский государственный выставочный комплекс. «Немецкая оккупация. Взгляд переживших», Нижний-Новгород, 2018.[10][11]
- Санкт-Петербургский музей академии художеств. «Немецкая оккупация», Санкт-Петербург, 2019. Выставка приурочена памяти жертв Холокоста и к 75-летию снятия блокады Ленинграда. Кураторы выставки — директор Фонда Александра Печерского Юлия Макарова и арт-директор галереи «Веллум» Любовь Агафонова.[12]
- «Немецкая оккупация в работах Меера Аксельрода», Загреб, Хорватия, 2020. Выставка приурочена к 75-летию Победы в Великой Отечественной войне[13]